# Thamnobryum capense
Thamnobryum capense är en bladmossart som beskrevs av Johannes Enroth 1991. Thamnobryum capense ingår i släktet rävsvansmossor, och familjen Neckeraceae. Inga underarter finns listade i Catalogue of Life.